# Brit Marling
 Brit Marling (ur. 7 sierpnia 1982 w Chicago) – amerykańska aktorka, producentka i scenarzystka filmowa. Wystąpiła m.in. w filmach: Druga ziemia (2011), Grupa „Wschód” i Początek (2014).
Jest absolwentką ekonomii na Georgetown University (2005), lecz zrezygnowała z kariery w wyuczonym zawodzie na rzecz aktorstwa.

## Życiorys
Urodziła się w rodzinie chicagowskich deweloperów. Jej matka jest z pochodzenia Norweżką. Imię Britt otrzymała po prababci. Wychowywała się w Orlando na Florydzie, gdzie jej rodzice, Heidi i John Marlingowie prowadzili firmę deweloperską. W Orlando ukończyła szkołę średnią Dr. Phillips High School w specjalności sztuka. Rodzice zachęcali ją jednak do studiowania ekonomii na Georgetown University i odbycia praktyki w Goldman Sachs, przestrzegając zarazem przed wyborem kariery artystycznej. Marling postąpiła zgodnie z ich radą.
Wstąpiła na Georgetown University gdzie studiowała ekonomię. W czasie studiów wzięła udział w studenckim festiwalu filmowym, na którym obejrzała film krótkometrażowy, wyreżyserowany przez dwóch studentów: Mike’a Cahilla i Zala Batmanglija. Postanowiła wówczas poświęcić się karierze filmowej. Poznała bliżej i zaprzyjaźniła się z Cahillem i Batmanglijem realizując z nimi kilka filmów krótkometrażowych. Zaczęła spotykać się z Cahillem. W tym czasie otrzymała ofertę pracy w Goldman Sachs, jednak nie skorzystała z niej. W odpowiedzi na ofertę stwierdziła, iż postanowiła poświęcić się karierze filmowej. W 2005 roku ukończyła studia, a w 2006 przeprowadziła się z Cahillem i Batmanglijem do Los Angeles. Przez kolejne dwa lata studiowała samodzielnie podręczniki pisania scenariuszy filmowych. Wspólnie z przyjaciółmi pisała scenariusze, jednak bez większego powodzenia. Wszyscy troje postanowili samodzielnie zrealizować film. Wyjechali do posiadłości matki Cahilla w New Haven (Connecticut), gdzie mieli możliwość mieszkania i wyżywienia za darmo.
W 2007 roku Marling i Cahill rozpoczęli w New Haven kręcenie zdjęć do filmu Druga ziemia. W 2009 roku Marling powróciła do Los Angeles, aby nakręcić film Dźwięk mego głosu, futurystyczny, psychologiczny thriller o tajemnym kulcie religijnym. W listopadzie tego samego roku oba filmy zostały przyjęte do pokazu na przeglądzie filmowym Sundance Film Festival.
Obraz Druga ziemia zdobył nagrodę Alfred P. Sloan Feature Film.
W 2013 roku zrealizowała wspólnie z Batmanglijem film Grupa „Wschód”, poświęcony infiltracji grupy anarchistycznej Wschód prowadzącej działania przeciwko szefom wielkich korporacji przemysłowych, zatruwających swoją produkcją środowisko naturalne. Film wyreżyserował Batmanglij, on też napisał wspólnie z Marling scenariusz, a sama Marling zagrała jedną z głównych ról (agentki Sarah) oraz zajęła się produkcją filmu, obok tak znanych postaci jak Ridley Scott i Tony Scott.
Ostatnim jak dotąd przedsięwzięciem Marling jest zrealizowany wspólnie z Batmanglijem serial The OA, składający się z ośmiu godzinnych odcinków, przewidziany do dystrybucji za pośrednictwem Netflixa. Producentami wykonawczymi serialu są, oprócz wymienionych: Dede Gardner i Jeremy Kleiner z Plan B Entertainment oraz Michael Sugar z Anonymous Content.

## Filmografia

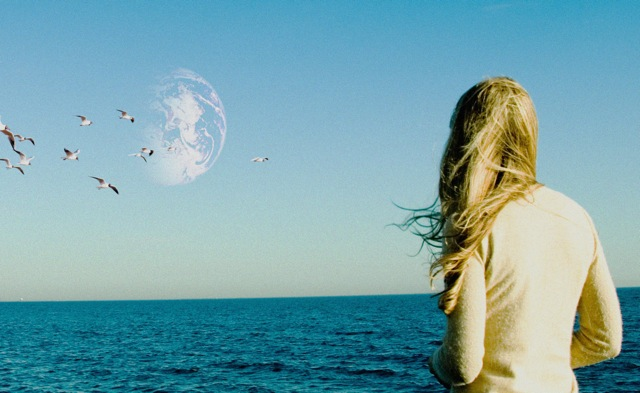
Brit w filmie Druga ziemia

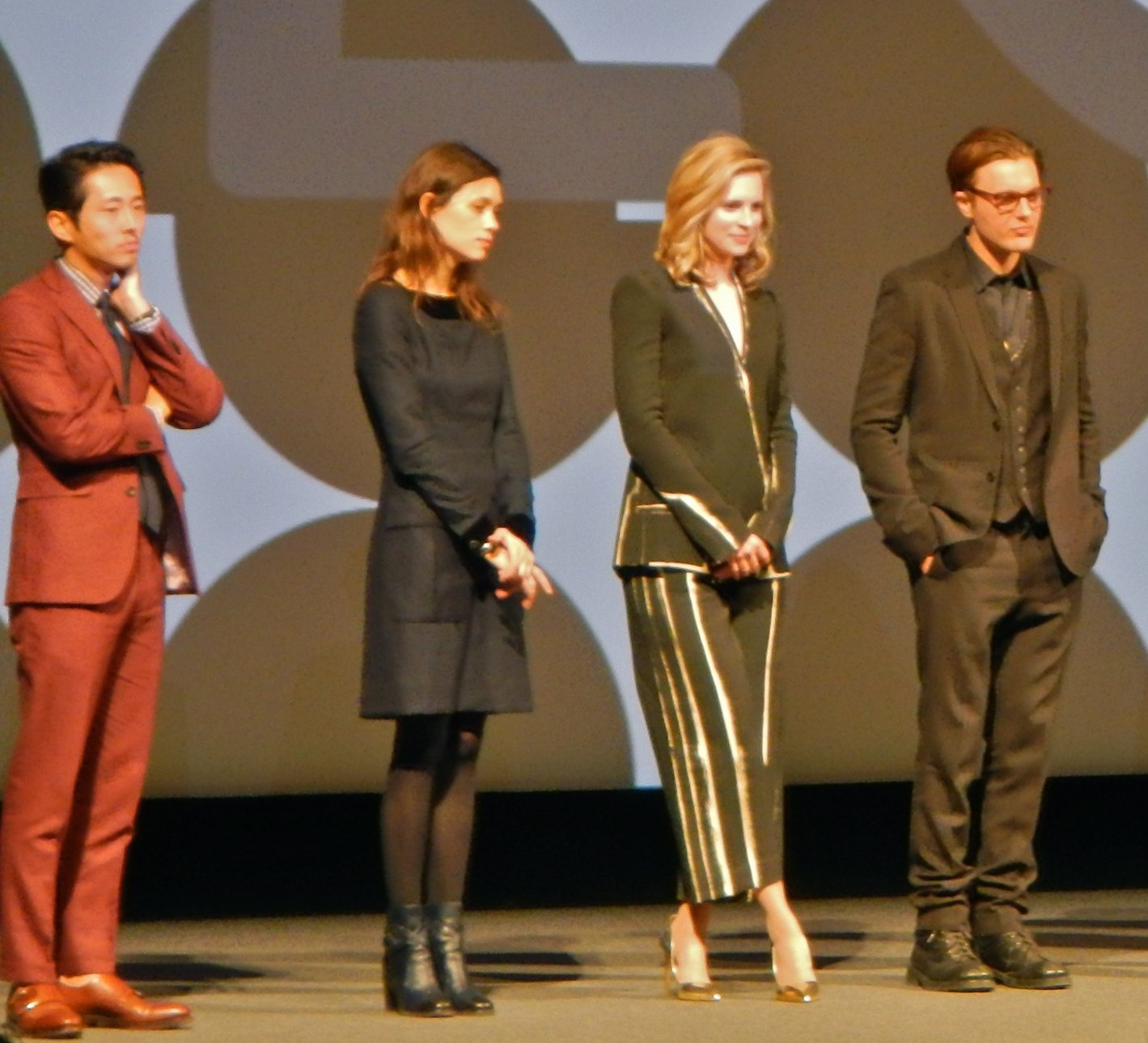
Steven Yeun, Àstrid Bergès-Frisbey, Brit Marling i Michael Pitt – obsada filmu Początek

## Filmografia[a]
| Rok     | Tytuł polski                    | Tytuł oryginalny     | Rola            | Uwagi                                        |
| ------- | ------------------------------- | -------------------- | --------------- | -------------------------------------------- |
| 2007    |                                 | The Recordist        | Charlie Hall    | film krótkometrażowy                         |
| 2009    |                                 | Political Disasters  | Brit            | film krótkometrażowy                         |
| 2011    | Druga ziemia                    | Another Earth        | Rhoda Williams  | również współscenarzystka i współproducentka |
| 2011    | Dźwięk mego głosu               | Sound of My Voice    | Maggie          |                                              |
| 2011    | Community                       | Community            | Page            | odcinek Early 21st Century Romanticism       |
| 2012    | Reguła milczenia                | The Company You Keep | Rebecca Osborne |                                              |
| 2012    | Arbitraż                        | Arbitrage            | Brooke Miller   |                                              |
| 2013    | Grupa „Wschód”                  | The East             | Sarah           |                                              |
| 2014    | Babylon                         | Babylon              | Liz Garvey      | miniserial (7 odcinków)                      |
| 2014    | Początek                        | I Origins            | Karen           |                                              |
| 2014    |                                 | The Keeping Room     | Augusta         |                                              |
| 2014    |                                 | Posthumous           | McKenzie Grain  |                                              |
| 2014    | The Grace That Keeps This World |                      |                 |                                              |
| 2014    | Świętsze od aniołów             | The Better Angels    | Nancy Lincoln   |                                              |
| 2016    | The Wife                        | Młoda Joan Castleman |                 |                                              |
| 2016-19 |                                 | The OA               | Prairie Johnson | serial TV (15 odcinków)                      |